# Mithuna srtgifera
Mithuna srtgifera là một loài bướm đêm thuộc phân họ Arctiinae, họ Erebidae.